# 다카다번
다카다 번(일본어: 高田藩 타카다한[*])은 일본 에도 시대 에치고국 내에 있던 번으로, 지금의 니가타현 조에쓰시에 위치했다. 후쿠시마번(福嶋藩)으로 불렸으며, 분고국의 다카다번과 구분하기 위해 에치고 다카다번(越後高田藩)으로 표기하는 경우도 있다. 번청은 다카다성이다.

## 번의 역사

### 호리 가문 통치 시대
센고쿠 시대에 에치고 국은 우에스기 겐신의 영국(領國)이었으나, 겐신의 뒤를 이은 우에스기 가게카쓰가 게이초 3년(1598년), 도요토미 히데요시의 명에 따라 아이즈로 전봉되면서, 대신 에치고에는 히데요시의 가신 호리 히데하루가 30만 석 영주로서 입봉하였다. 히데하루는 게이초 5년(1600년) 세키가하라 전투에서 동군에 가담해, 우에스기 가게카쓰가 선동한 에치고 잇키를 진압한 공로로, 전투 이후 도쿠가와 이에야스로부터 영지 지배를 인정받았다.
하지만 게이초 11년(1606년), 히데하루는 31세의 나이로 급사하였고, 이 때문에 호리 가문은 11살 어린 나이인 히데하루의 아들 호리 다다토시가 계승하였다. 게이초 12년(1607년), 다다토시는 에치고의 본성인 가스가야마 성을 폐지하고 후쿠시마 성으로 옮겨갔다. 그러나 다다토시는 나이가 어린데다가 선천적으로 병약하여 정무를 집행할 리가 없었고, 실질적인 정무는 히데하루의 숙부로 명신으로서 유명한 호리 나오마사가 담당하고 있었다.
그러나 게이초 13년(1608년) 2월 26일, 나오마사가 사망하자, 호리 가문 내에 내분이 발생한다. 나오마사의 두 아들인 호리 나오쓰구와 호리 나오요리가 번의 주도권을 둘러싸고 분쟁을 일으킨 것이다. 다다토시는 둘 중 나오쓰구 쪽을 지지하고 있었다. 이 분쟁은 게이초 15년(1610년)에 들어 격화되었고, 같은해 2월에는 마침내 도쿠가와 이에야스에 의한 중재를 받게 되었다. 그런데 나오쓰구가 정토종과 일련종의 승려를 논쟁시키고, 논쟁에서 패배한 쪽의 승려들을 모두 처형한 일이 발각되면서, 이에야스는 격노하여 다다토시가 유약하여 참언하는 신하에게 미혹하고, 대국에 봉해질 그릇이 아니라 하여, 다다토시의 영지를 몰수하고 그를 무쓰노쿠니 이와키(岩城)로 유배보냈다. 나오쓰구도 영지를 몰수당한 뒤 데와국 모가미(最上)로 유배되었다. 나오요리는 징벌조로 4만 석으로 영지를 삭감당하고 시나노국 이야마 번으로 전봉되었다.

### 마쓰다이라 다다테루의 통치 시대
그리고 호리 가문이 영지를 몰수당한 뒤에는 도쿠가와 이에야스의 여섯 번째 아들인 마쓰다이라 다다테루가 가와나카지마 번 12만 석 영지에다가 에치고의 새 영지인 63만 석을 받아 75만 석의 태수(太守)로서 부임하게 되었다. 그 후 다다테루는 게이초 19년(1614년) 다카다성을 축성하고 후쿠시마 성을 폐지했다. 엄밀하게는 이때가 바로 '다카다' 번의 시작이다.
그러나 다다테루는 어머니가 다른 형제 도쿠가와 히데타다와 사이가 소원했고, 이 때문인지 오사카 여름 전투(大坂夏の陣)에서 다다테루의 군대가 오사카를 향해 행군하던 중 오미국 모리야마(守山)에서 히데타다 직속의 하타모토 두 명을 죽이는 사건이 발생했다. 게다가 여름 전투가 끝난 뒤 조정에 전승을 보고하기 위해 이에야스와 함께 조정에 나아가야 함에도 불구하고, 다다테루는 뱃놀이를 하고 있었다. 이런 일들이 원인이 되어 이에야스가 사망한 후인 겐나 2년(1616년) 7월 6일, 다다테루는 히데타다의 명에 의해 영지를 몰수당하고, 이세국 아사쿠마(朝熊)에 유배되었다.

### 사카이 사에몬노조 가문 통치 시대
다다테루가 영지를 몰수당한 뒤로 도쿠가와 사천왕의 필두였던 사카이 다다쓰구의 적자 사카이 이에쓰구가 고즈케국 다카사키번으로부터 10만 석 영주로서 다카다에 입봉하였다. 하지만 이에쓰구는 겐나 4년(1618년)에 사망하였고, 대신 그 아들 사카이 다다카쓰가 그 뒤를 이었으나, 이내 시나노국 마쓰시로번으로 전봉되었다.

### 1618년에서1741년까지의 번 동향
그 대신 마쓰시로로부터 마쓰다이라 다다마사가 25만 9천 석의 영주로서 다카다에 들어왔다. 그런데 큰형인 에치젠국 후쿠이번주 마쓰다이라 다다나오가 난행 사건으로 히데타다의 노여움을 사서 유배당하였기 때문에, 다다마사는 이내 형의 뒤를 이어 후쿠이 번주가 되었다. 그 대신 다카다에는 에치젠 마쓰다이라 가문(越前松平家) 종가인 다다나오의 아들 마쓰다이라 미쓰나가가 들어오게 되었다. 하지만 미쓰나가도 일족 중신들 사이에서 후계자를 둘러싼 에치고 소동(越後騷動)이 벌어져 도쿠가와 쓰나요시에 의해 영지를 몰수당했다.
그 후 다카다 지역은 당분간 막부 직할 상태에 놓였다가, 마침내 사가미국 오다와라번에서 이나바 마사미치가 10만 3천 석으로 다카다 번을 다시 세웠다. 그러나 마사미치는 곧 시모사국 사쿠라번으로 옮겨갔고, 그 대신 도다 다다자네가 들어왔지만, 다다자네 또한 시모쓰케국 우쓰노미야 번으로 전봉되었다.
이어서 이세국 구와나번으로부터 마쓰다이라 사다시게가 쇼군 쓰나요시와 사이가 나빠지면서 11만 3천 석으로 다카다에 전봉되었다. 사다시게로 시작되어 5대에 걸친 히사마쓰 마쓰다이라가의 번 통치는 매우 엄하여, 잇키가 빈번하게 발생하였다. 결국 5대 번주 마쓰다이라 사다요시가 좌천을 당하여 무쓰국 시라카와번으로 전봉되었다.

### 사카키바라 가문 통치 시대
사다요시 대신 하리마국 히메지번으로부터 15만 석 영지를 받고 들어온 것은 사카키바라 마사나가였다. 마사나가는 아버지 사카키바라 마사미네가 요시와라에서 유흥에 심취하다가 쇼군 도쿠가와 요시무네의 노여움을 삼에 따라 징벌조로 전봉을 당한 것이다. 비록 고쿠다카는 15만이었지만, 무쓰 국 아사카와(浅川)에 원격 영지를 갖고 있는 등, 액면대로 수입을 얻는 것이 매우 곤란하여, 그로 인해 재정이 악화되었다고 한다. 그러나 마사나가의 손자로서 명군으로 알려진 사카키바라 마사노리의 대에 이르러 원격 영지를 인접 지역으로 교환하게 되는 등 번 통치도 안정을 찾았다. 그 후 사카키바라 가문은 6대에 걸친 통치를 행하였다.
보신 전쟁에서 다카다 번은 당초 애매한 태도를 보였으나, 신정부군이 접근해오자 영지 내에 있던 막부측 보병대를 추방하고 신정부에 공순하는 자세를 보였다. 이에 나가오카 번, 아이즈번 토벌에 선봉으로 나설 것을 명령받아 도호쿠 지방 각지를 전전하였다. 신정부에 대한 공순을 거부한 번사들은 탈번한 뒤 신목대(神木隊)를 조직하고, 나중에 창의대(彰義隊)와 합동하였다. 보신 전쟁이 종결된 후, 항복한 아이즈 번사 1,742명이 다카다에 수용되었다. 수용된 아이즈 번사에 대한 신정부군의 지급 비용이 극히 적었기 때문에, 다카다 번에서는 구막부군에 대한 동정이 강하여, 번의 창고에서 금과 곡식을 내어 이를 보충해서 그들을 후하게 대우하였다. 메이지 4년(1871년) 폐번치현으로 인해 다카다 번은 폐지되었다.

## 역대 번주
호리 가문
도자마, 45만 석
1. 호리 히데하루(堀秀治) 재위 1598년 ~ 1606년
2. 호리 다다토시(堀忠俊) 재위 1606년 ~ 1610년

나가사와 마쓰다이라 가문
신판, 75만 석
1. 마쓰다이라 다다테루(松平忠輝) 재위 1610년 ~ 1616년

사카이 사에몬노조 가문
후다이, 10만 석
1. 사카이 이에쓰구(酒井家次) 재위 1616년 ~ 1618년
2. 사카이 다다카쓰(酒井忠勝) 재위 1618년 ~ 1619년

에치젠 마쓰다이라 가문(다다마사 계통)
신판, 25만 9천 석
1. 마쓰다이라 다다마사(松平忠昌) 재위 1619년 ~ 1623년

에치젠 마쓰다이라 가문(다다나오 계통)
신판, 26만 석
1. 마쓰다이라 미쓰나가(松平光長) 재위 1623년 ~ 1681년

막부령
이나바 가문
후다이, 10만 3천 석
1. 이나바 마사미치(稲葉正往) 재위 1685년 ~ 1701년

다하라 도다 가문
후다이, 6만 8천 석
1. 도다 다다자네(戸田忠真) 재위 1701년 ~ 1710년

히사마쓰 마쓰다이라 가문
후다이, 11만 3천 석
1. 마쓰다이라 사다시게(松平定重) 재위 1710년 ~ 1712년
2. 마쓰다이라 사다미치(松平定逵) 재위 1712년 ~ 1718년
3. 마쓰다이라 사다테루(松平定輝) 재위 1718년 ~ 1725년
4. 마쓰다이라 사다노리(松平定儀) 재위 1725년 ~ 1727년
5. 마쓰다이라 사다요시(松平定賢) 재위 1727년 ~ 1741년

사카키바라 가문
후다이, 15만 석
1. 사카키바라 마사나가(榊原政永) 재위 1741년 ~ 1789년
2. 사카키바라 마사아쓰(榊原政敦) 재위 1789년 ~ 1810년
3. 사카키바라 마사노리(榊原政令) 재위 1810년 ~ 1827년
4. 사카키바라 마사키요(榊原政養) 재위 1827년 ~ 1839년
5. 사카키바라 마사치카(榊原政愛) 재위 1839년 ~ 1861년
6. 사카키바라 마사타카(榊原政敬) 재위 1861년 ~ 1871년